# Doamna și Vagabondul 2: Moț cu peripeții
Doamna și Vagabondul 2: Moț cu peripeții (engleză Lady and the Tramp II: Scamp's Adventure) este un film de animație direct-pe-DVD. Este continuarea filmului Doamna și Vagabondul. Doamna și Vagabondul 2: Moț cu peripeții este produs de Disney Toon Studios și regizat de Darrell Rooney și Jeannine Roussel. Disney a lansat versiuni VHS și DVD la 27 februarie 2001 în Statele Unite.

Afiș original în engleză

## Legături externe
- Site web oficial
- Doamna și Vagabondul 2: Moț cu peripeții la AllRovi
- Doamna și Vagabondul 2: Moț cu peripeții pe site-ul The Big Cartoon DataBase
- Doamna și Vagabondul 2: Moț cu peripeții la Internet Movie Database
- Doamna și Vagabondul 2: Moț cu peripeții la Rotten Tomatoes